# Castel Morrone
Pour les articles homonymes, voir Morrone.
Castel Morrone est une commune italienne de la province de Caserte dans la région Campanie en Italie.

## Administration
| Période                                  | Période | Identité | Étiquette | Qualité |
| ---------------------------------------- | ------- | -------- | --------- | ------- |
|                                          |         |          |           |         |
| Les données manquantes sont à compléter. |         |          |           |         |

### Hameaux
Annunziata, Balzi, Casale, Gradillo, Grottole, Largisi, Pianelli, S.Andrea e Torone

### Communes limitrophes
Caiazzo, Capoue, Caserte, Limatola, Piana di Monte Verna